# Liévin Herremans
Liévin Herremans, né le 10 juillet 1858 à Bruges et mort le 30 août 1931 à Drogenbos, est un peintre, aquarelliste et pastelliste belge.
Ses œuvres, de facture réaliste, teintée de luminisme, sont notamment conservées au Musée royal des Beaux-Arts d'Anvers et au Musée de l'Ermitage à Saint-Pétersbourg.

## Biographie

### Famille
Liévin (Liévin Bernard) Herremans, né le 10 juillet 1858 rue Neuve no 45 à Bruges, est le fils de Charles Herremans (1821), tailleur, et de Françoise Verhamme (1820). Il demeure célibataire.

### Formation
Liévin Herremans étudie à l'Académie des beaux-arts de Bruges, puis, de 1885 à 1886, à l'Académie royale des beaux-arts d'Anvers, où il bénéficie de l'enseignement de Charles Verlat. Il perfectionne son art lors de voyages à Paris, en Italie et en Zélande.

### Carrière
En 1892, Liévin Herremans expose des portraits et des vues de rues de Bruxelles à la cinquième exposition du cercle artistique bruxellois Voorwaarts. En juin 1892, il participe, comme membre du comité d'artistes, à la création du musée communal des beaux-arts de Schaerbeek.
De 1897 à 1914, il participe à plusieurs salons triennaux belges à Bruxelles, Anvers et Gand. En 1900, il fait partie du comité administratif de la Société Nationale des Aquarellistes et Pastellistes de Belgique et expose lors de plusieurs salons annuels de l'association.
Le 30 août 1931, Liévin Herremans, meurt à l'âge de 73 ans, Grand-route no 24 à Drogenbos.

## Œuvre

### Caractéristiques
Liévin Herremans est peintre, aquarelliste et pastelliste. Sa facture réaliste, teintée de luminisme, s'exprime de manière très variée dans les scènes de genre, les paysages, les marines, les figures, les fleurs et les nus.
Lors de sa première exposition en 1892, ses portraits sont jugés trop austères, mais ses vues flamboyantes de rues de Bruxelles retiennent l'attention du roi Léopold II. L'année suivante, un Orage à la foire est décrit comme très réussi, rendant à s'y méprendre la sensation de la fête interrompue par le vent, la pluie et la boue. En 1895, il participe au concours d'enseignes artistiques exposées au musée moderne de Bruxelles.
Lors de l'exposition au Cercle artistique et littéraire de Bruxelles en 1901, la critique le juge comme un peintre figuriste, chez lequel tout est relief et matière. Il se joue des motifs les plus variés, lumières de foires, lumières de forges, scènes intimes, fleurs et marines, heureux de vivre, content de peindre.
En 1911, lorsqu'il expose au Cercle artistique de Bruxelles, le critique Georges Verdavainne estime que l'artiste a progressé dans ses nouvelles conceptions en faisant vibrer un ton quelconque, comme le bleu vif d'une robe zélandaise ou la tonalité saumon d'une étoffe le long du littoral. Figuriste, il ne dédaigne pas la technique. Veere, Furnes, Bruges, Saint-Omer et Ostende l'inspirent bien en faisant vibrer sa palette.

### Expositions
- Exposition du cercle Voorwaarts de 1892 : des portraits et des vues de rues de Bruxelles[8].
- Exposition du cercle Voorwaarts de 1893 : Orage à la foire[9].
- Salon de Bruxelles de 1897 : Samedi soir, Zélande, En attendant le bateau, Veere et La Tour de Furnes, effet de lune[11].
- Exposition de l'Aéropage du XXe siècle en février 1898.
- Salon d'Anvers de 1898 : Fin des offices, Furnes[12].
- Salon de Gand (XXXVIIe) de 1899 : L'Heure de la soupe, intérieur brabançon[13].
- Cercle artistique et littéraire de Bruxelles du 21 décembre 1899 au 1er janvier 1900, exposition conjointe avec Léon Allard et le sculpteur Albert Desenfans.
- Salon de Bruxelles de 1900 : À l'auberge du port (Veere, Zélande) et Forges à Rouillon[14].
- Salon de Bruxelles de 1907 : Aurore et trois pastels : Vieille cathédrale, La Fin de l'office (Saint-Omer) et Nuit de Noël[15].
- Salon de Bruxelles de 1910 : Le Calvaire.
- Exposition du Cercle artistique et littéraire de Bruxelles en mars 1911 : L'Estacade à Nieuport, Quai mouillé, L'Attente, Vers le soir, Coulée à la fonderie, Le Calvaire, La Vieille, Salomé, Le Port d'Ostende, …[7].
- Salon de Bruxelles de 1914 : Départ de la malle (Ostende), Au port le soir (Ostende) et Soir à Vérone[4].

### Collections muséales
- Musée royal des Beaux-Arts d'Anvers[16] :
  - Nu (s.d.), huile sur toile, format 63,5 × 49 cm, inventaire no 1702.
  - Soir au port d'Ostende (s.d.), craie pastel sur papier, format 110,5 × 139 cm, inventaire no 1668.
- Musée de l'Ermitage, Saint-Pétersbourg[17] : 
  - Visite à un atelier (1886 ou après 1907), huile sur panneau, format 39 × 29 cm, inventaire no ГЭ-10472, acquis en 1985.

### Galerie

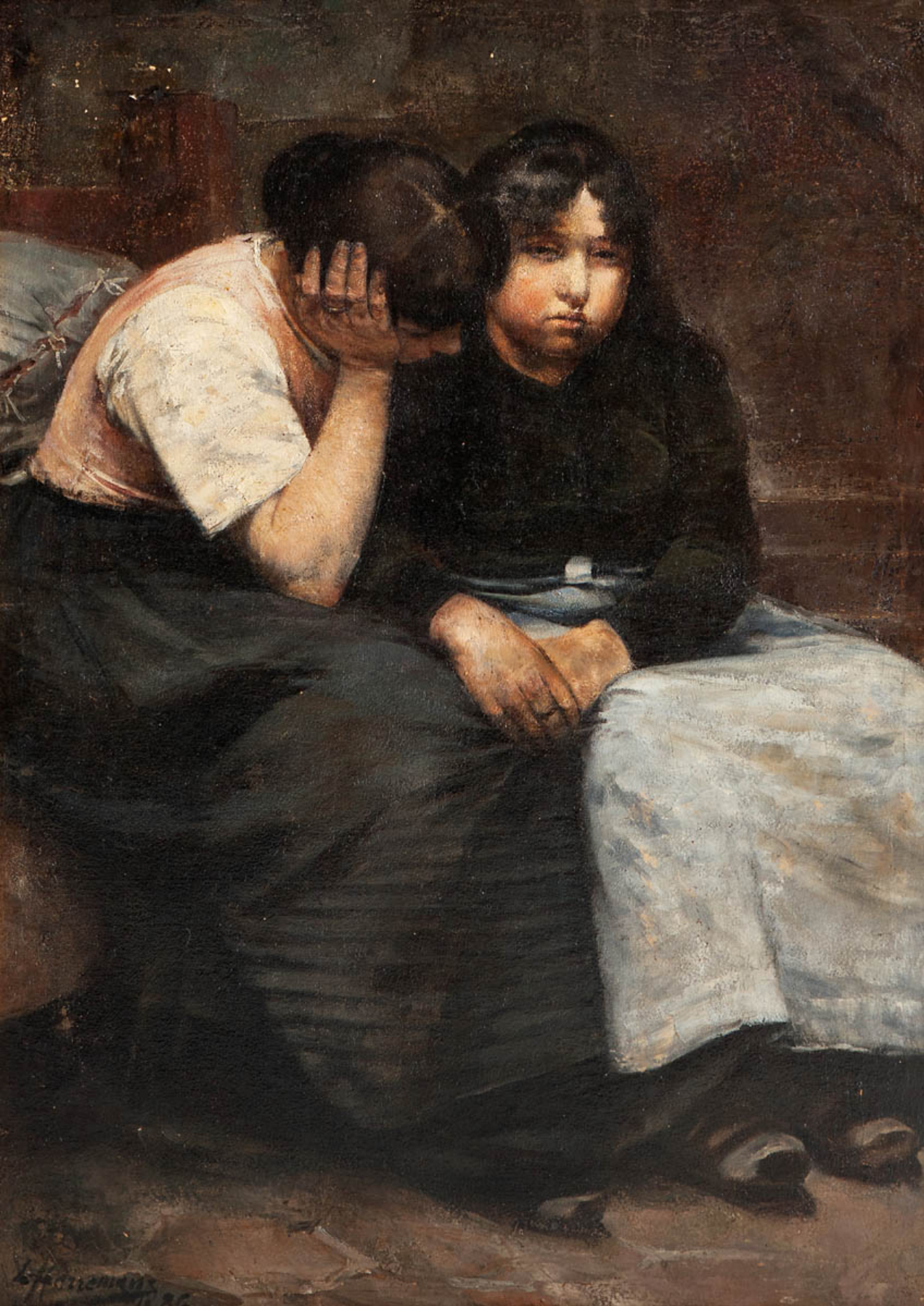
Deux jeunes couturières de sacs (1886).
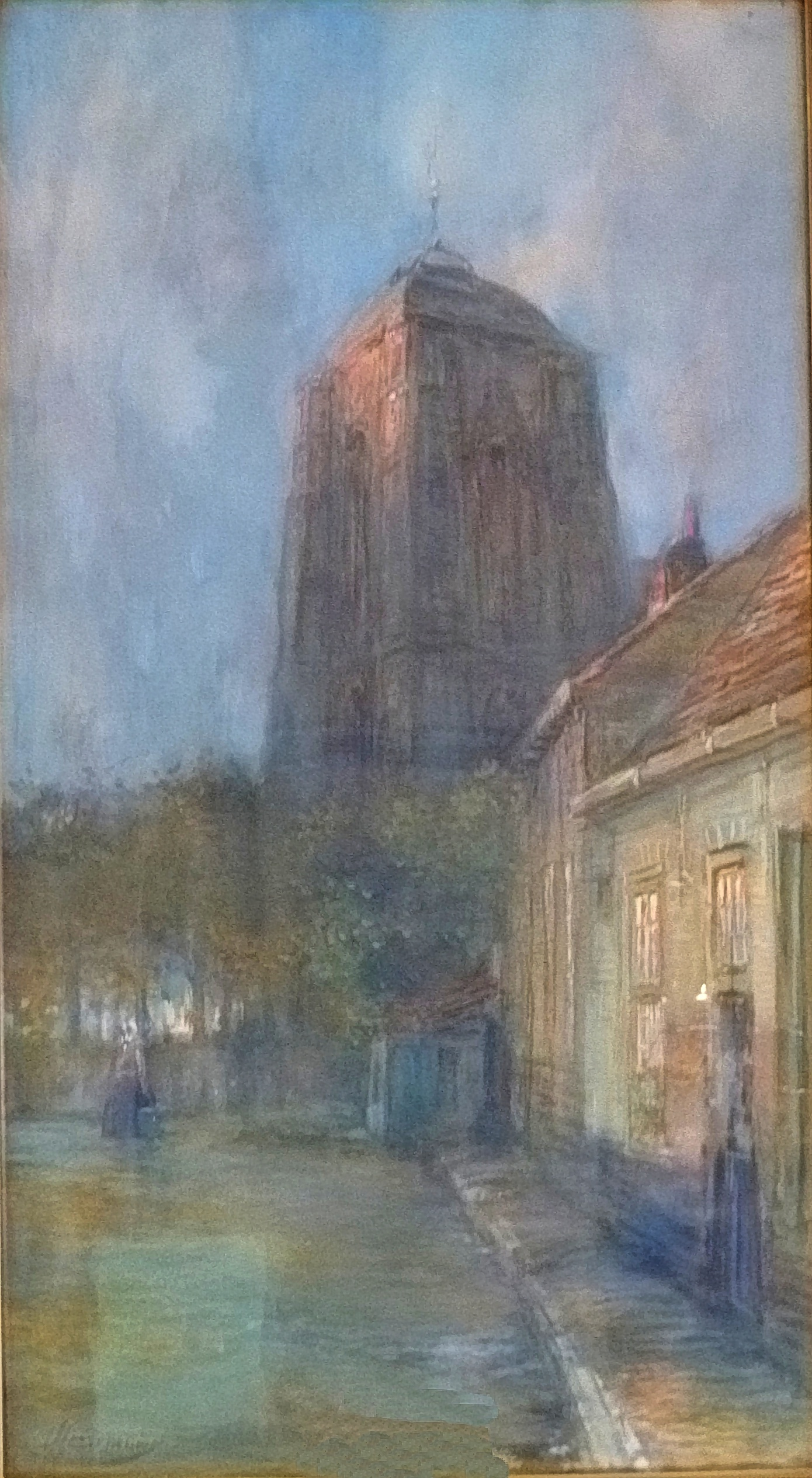
Derniers rayons.
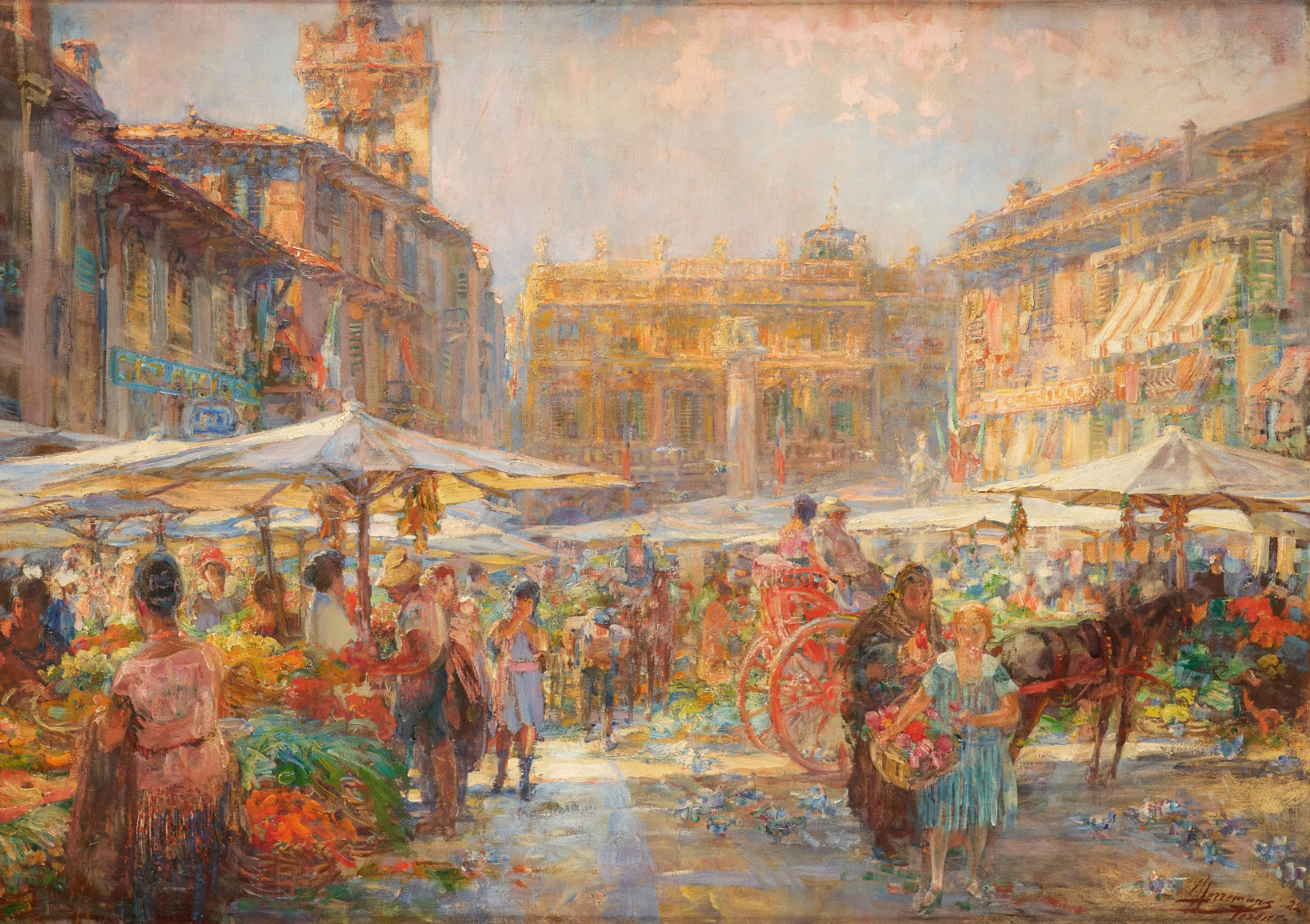
Marché aux fleurs à Vérone (1922).
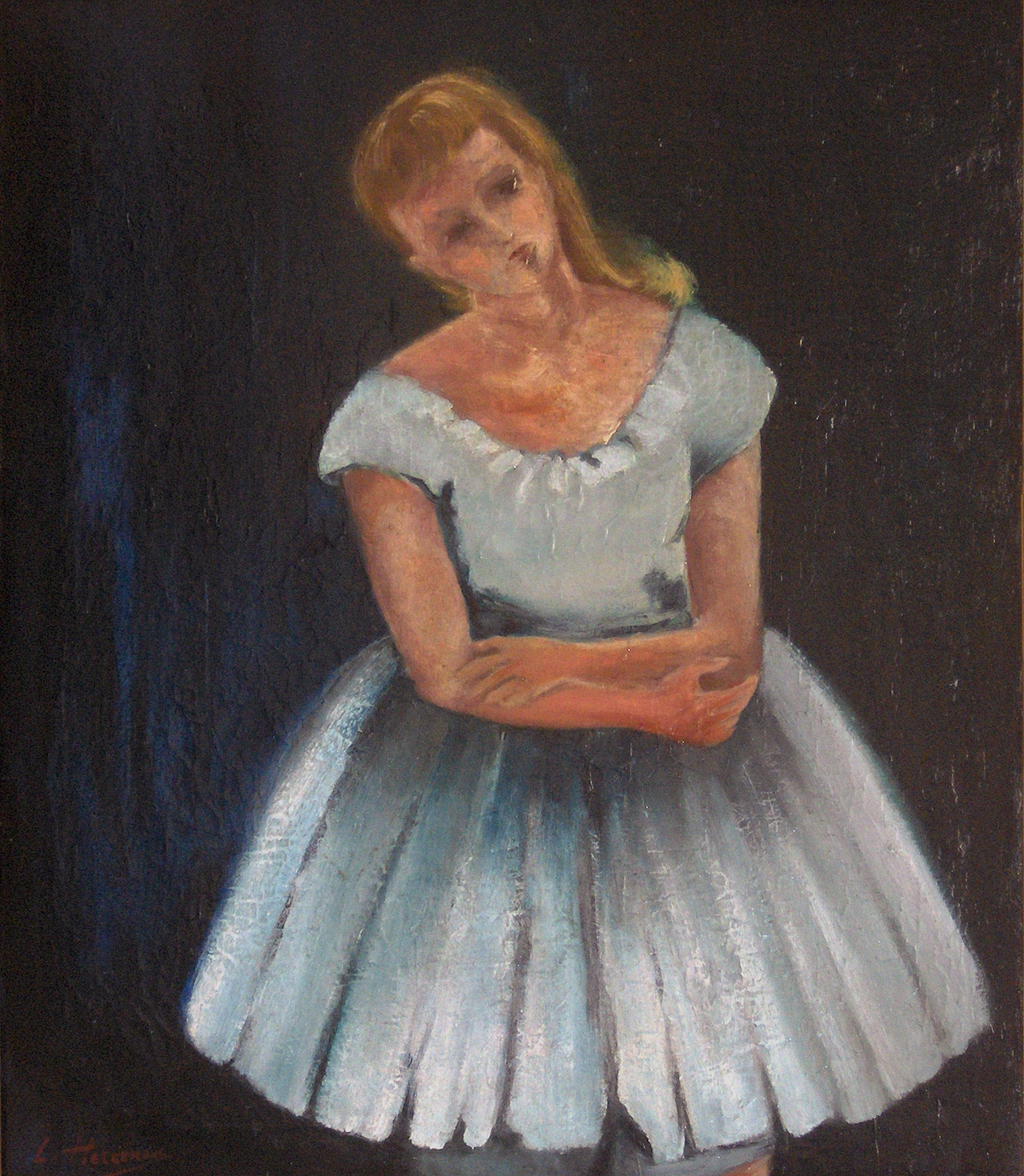
Fillette en robe.
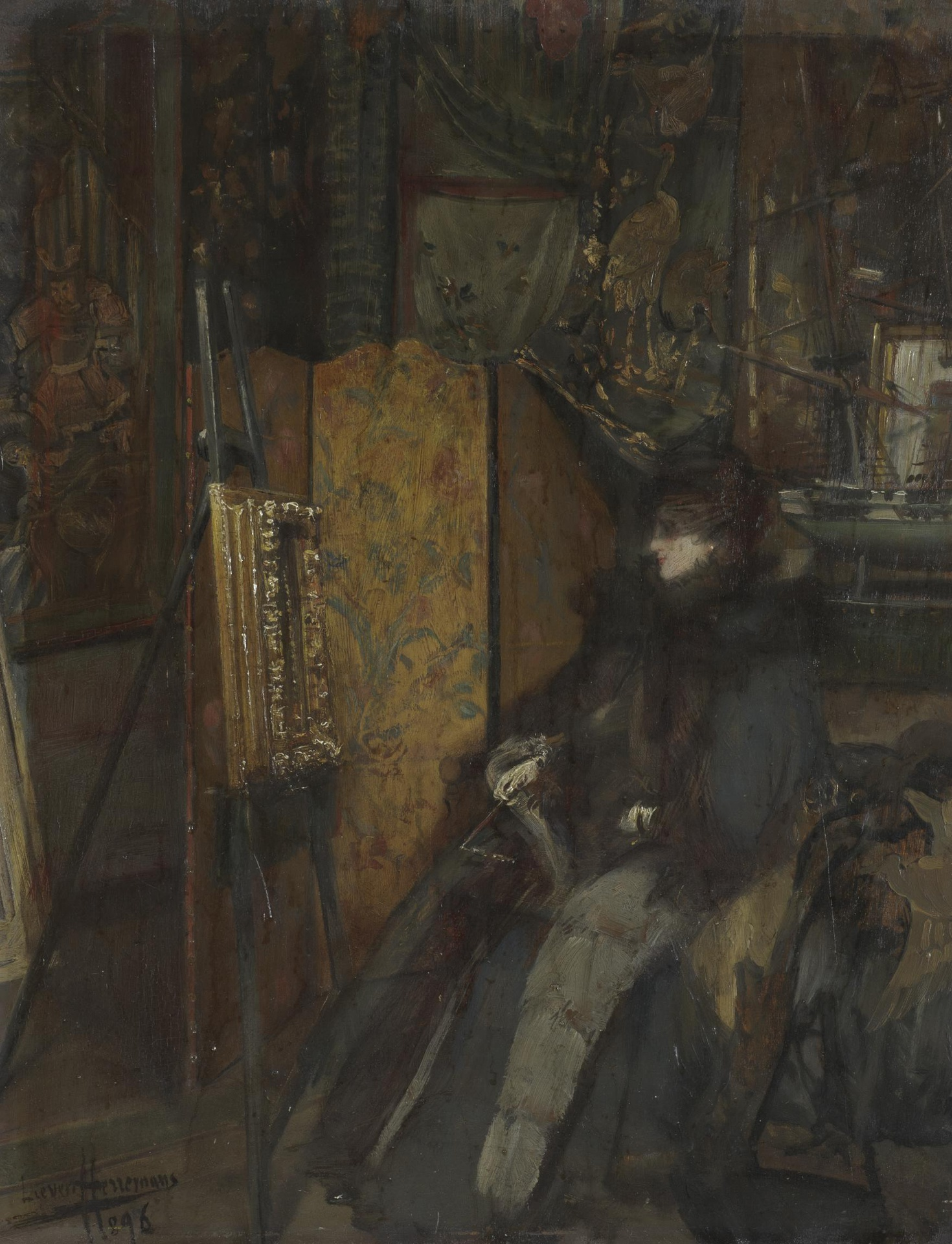
Visite à un atelier.

## Honneur
- Chevalier de l'ordre de la Couronne[6].